# Franko Žerjal
Franko Žerjal, umetnik, radijski igralec, režiser, kulturni delavec, * 5. november 1942, Trst.

## Življenje in delo
Franko Žerjal se je rodil v Trstu, oče je bil Viktor, kmet, mati Marija (rojena Maslo), branjevka. Osnovno šolo je obiskoval v mestni četrti Rojan, nato nižjo gimnazijo pri Sv. Jakobu v Trstu, leta 1962 je opravil maturo na slovenski višji realni gimnaziji v Trstu, kjer je poučeval prof. Jože Peterlin, ki ga je že kot dijaka povabil k sodelovanju pri Radijskem odru. Tej igralski skupini je Žerjal ostal zvest do danes, bodisi kot igralec in tudi kot režiser. Vpisal se je na inženirstvo na Univerzo v Trstu, istočasno je sodeloval kot stalni honorarni sodelavec v sezonah od leta 1964 do leta 1966 pri Slovenskem narodnem gledališču Trst. Leta 1974 je kot privatist maturiral na Umetnostnem zavodu v Gorici, na Akademiji za likovno umetnost v Ljubljani pa je poglobil znanje risanja in figure, naslednje leto je opravil habilitacijski izpit za poučevanje likovne vzgoje na slovenskih nižjih srednjih šolah v Italiji, tako je od leta 1979 postal stalni profesor likovne vzgoje na srednji šoli F. Levstika na Proseku.
Franko Žerjal je otroštvo preživljal v Rojanu v letih, ko se je v vasi začel pravi razcvet, ki je meseca maja leta 1961 doživel enega svojih viškov: dograditev in odprtje Marijinega doma, za kar je bil najbolj zaslužen župnik Stanko Zorko, ki je slovenske ljudi navdušil za ta podvig. Žerjal je z ostalo rojansko mladino bil ves čas aktivno zraven in pomagal pri zbiranju sredstev in gradnji. Takrat se je z drugimi prijatelji navdušil tudi za skavtizem, njegov vod rojanskih gamsov ima gotovo velike zasluge za razvoj slovenskega skavtizma na Tržaškem. Nasploh se je hitro vključil v prosvetno delovanje na Tržaškem. Nastopal je v rojanskem Marijinem domu pri raznih prireditvah, bil je soustanovitelj tamkajšnje mladinske igralske skupine Dom, kjer je tudi                  režiral več iger, vodil je dramski odsek pri Slovenskem kulturnem klubu, nastopal je za Slovenski oder. Za Radio Trst A je dramatiziral in napisal več iger. Pisal je gesla za PSBL - Primorski slovenski biografski leksikon.
Po poroki z Metodo Češčut se je Franko Žerjal preselil v Gorico, kjer je nadaljeval s svojim delovanjem bodisi v gledaliških režijah, likovništvu ter sodelovanjem z Radijskem odrom. Režiral je pri dramskem odseku društva F. B. Sedej v Števerjanu, pri PD Podgora, pri SKPD M. Filej v Gorici. Leta 1990 je na njegovo pobudo nastala gledališka skupina ODER 90, ki povezuje mlade gledališke navdušence v Gorici. Bil je tudi med pobudniki ustanovitve gledališke skupine O'Klapa iz Gorice leta 2010. Franko Žerjal je bil mentor najrazlišnejšim dramskim skupinam, vodil je tudi tečaje dikcije in sproščene govorice. S svojimi gledališkimi uprizoritvami je večkrat zmagal na prestižnih festivalih, kot na primer leta 2013 v Srbiji na mednarodnem tekmovanju »Repassage fest« (Žerjal je prejel nagrado kot najboljši režiser), istega leta na vseslovenskem festivalu ljubiteljskih gledališč Čufarjevi dnevi na Jesenicah za komedijo »Umor v vili Roung« za najboljšo predstavo, ista komedija je prejela še več nagrad, najžlahtnejša je gotovo Matiček na 52. Linhartovem srečanju za najboljšo režijo. Nasploh se je s svojimi predstavami vedno zelo uspešno odrezač in stalno nizal nagrade na najrazličnejših prireditvah, zelo pogosto tudi na  Zamejskem festivalu amaterskih dramskih skupin. Pri Radijskem odru je Franko Žerjal pustil globoko sled, saj je s svojim žametnim glasom zaigral neskončno pomembnih vlog in svojim prefinjenim čutom za režijo je pustil izreden pečat pri vseh svojih delih.
Franko Žerjal se uspešno zanima tudi za likovno ustvarjanje, saj je opremil marsikatero knjigo Goriške Mohorjeve družbe, izdelal je več plakatov za misijonske nedelje in za katoliški tisk, ilustriral je razne priloge Katoliškega glasa in poskrbel za njegovo novo grafično obliko leta 1991. Večkrat je postavil tudi samostojne likovne razstave ali se udeleževal skupinskih razstav.
Leta 2024 je Franko Žerjal prejel priznanje ob slovenskem kulturnem prazniku, ki ga podeljujeta krovni organizaciji SSO - Svet slovenskih organizaciji in SKGZ - slovensko kulturno gospodarska zveza, za zasluge in življenjsko delo.